# Tityra leucura
El titira coliblanco (Tityra leucura) es una especie (de dudosa validad) de ave paseriforme perteneciente al género Tityra de la familia Tityridae. Es endémico de la Amazonia brasileña.

## Distribución y hábitat
El holotipo fue recogido en el río Madeira en Rondônia y la única observación posterior fue hecha en la región de su afluente río Roosevelt en el suroeste de Amazonas, en selva de terra-firme de baja estatura.

## Sistemática

### Descripción original
La especie T. leucura fue descrita por primera vez por el ornitólogo austríaco August von Pelzeln en 1868 bajo el mismo nombre científico; la localidad tipo es:«Salto do Jirau, Amazonia, Brasil».

### Taxonomía
El único espécimen conocido y holotipo de la especie corresponde a un macho inmaduro y se encuentra en Viena, en el Naturhistorisches Museum Wein. Los autores subsecuentes a la descripción (Hellmayr 1910, 1929,
Pinto 1944, Peters 1979, Ridgely & Tudor 1994, Fitzpatrick 2004, Mallet- Rodrigues 2005) han expresado serias dudas en relación con la validez del taxón, considerándolo una variación individual o geográfica, y por lo tanto un sinónimo, de Tityra inquisitor, intermediaria entre T. inquisitor albitorques y T. inquisitor pelzelni, mientras otros autores simplemente optaron por ignorarlo (Sick 1985, 1993, 1997, Collar et al. 1992.). Casi 180 años después de su colecta, T. leucura había caído en el olvido, y la mayoría de los ornitólogos neotropicales y observadores de aves desconocían su existencia. La redescubierta de la especie ocurrió en abril de 2006 por el ornitólogo Andrew Whittaker, que observó un presunto macho adulto durante siete minutos, en bosque de terra firme de baja estatura (con árboles de 20 a 30 m de altura), mientras seguía una enorme bandada mixta de insectívoros del estrato medio. Su cola enteramente blanca, diferente de los otros bien conocidos Tityras, le llamó inmediatamente la atención.
Sin embargo, a pesar de que Whittaker (2008) presentó evidencias de que se trata de una especie válida, el Comité de Clasificación de Sudamérica (SACC) rechazó la Propuesta N° 634 que propuso su reconocimiento como especie plena, debido a insuficiencia de datos y lo sigue listando como "taxón dudoso".
La especie no es listada por ninguna de las principales clasificaciones; sin embargo Aves del Mundo, con base en la observación de 2006, sugiere que tal vez sería mejor tratar tentativamente a la presente especie como válida, dependiendo de registros futuros y de los resultados de estudios genéticos.